# Dešenice (tvrz)
Dešenice jsou tvrz ve stejnojmenném městysi v okrese Klatovy. Vznikla postupnými přestavbami a rozšiřováním gotické tvrze ze čtrnáctého století. Sloužila jako sídlo pánů z Dešenic, Předenických z Předenic a Vrábských z Vrábí. Po polovině osmnáctého století přestala být za Krakovských z Kolovrat panským sídlem a v devatenáctém století byl ve tvrzi zřízen pivovar. Po letech chátrání ve dvacátém století byla tvrz opravena a roku 2015 v ní otevřeli Muzeum šumavského pivovarnictví. Areál tvrze je od roku 1964 chráněn jako kulturní památka.

## Historie
Panské sídlo v podobě gotické tvrze v Dešenicích stálo již ve čtrnáctém století. Roku 1379 dešenické panství, ke kterému patřily vsi Milenice, Matějovice, Žiznětice, Březí, Třebov, Děpoltovice a Datelov, vlastnil Racek z Dešenic. Jeho potomky byli syn Václav, dále husitský hejtman Ctibor z Dešenic a Jiří Dešenský z Dešenic, který měl tři syny: Jana, Mikuláše a Viléma připomínané v letech 1505–1527. Z nich nejspíše Jan měl syny Václava, Jiříka a Volfa, kteří panství roku 1533 prodali Trystramovi z Předenic. Statek, kromě samotných Dešenic, tvořily vsi Zelená Lhota, Děpoltovice, Žiznětice, Staré Bydlo a další čtyři v té době pusté vesnice. Právě z roku 1533 pochází první písemná zmínka o tvrzi.
Trystram z Předenic v letech 1551–1555 rozšířil panství o několik vesnic a později ho odkázal nejspíše svým synům: bratrům Adamovi a Jindřichovi z Předenic. Držitelem tvrze se stal Adam musel vyplatit svého bratra, který si nárokoval finanční náhradu ve výši 7500 kop míšeňských grošů a k tomu množství movitého majetku (nábytek, sedla, zbraně aj.). Adam často pořádal bouřlivé hostiny, během kterých mezi hosty docházelo ke sporům a rvačkám. Zároveň však pravděpodobně on nechal na přelomu šestnáctého a sedmnáctého století přestavět starou vodní tvrz na renesanční zámek. Po Adamově smrti v roce 1603 byl celý statek prodán a zisk rozdělen jako věno mezi jeho dcery. Novým majitelem se stal Vilém Vrábský Tluksa z Vrábí.
V letech 1632–1641 panství vlastnila Alžběta Polyxena Vrábská z Kokořova. Ona jediná v Dešenicích skutečně žila, zatímco ostatní příslušníci rodu a majitelé panství bydleli na drahenickém zámku. Její syn Václav Rudolf, který zemřel roku 1667, po sobě zanechal nezletilého syna Rudolfa Hynka, jehož poručnicí se stala matka Eva Marie, rozená Lažanská, která roku 1670 nechala obnovit dešenickou faru. Rudolf Hynek Vrábský v roce 1678 začal cestovat po Evropě. Během nepřítomnosti za něj Drahenice i Dešenice spravovala matka, která mu měla posílat peníze. Do Čech se Rudolf Hynek vrátil roku 1682. Vzhledem k vysokým nákladům na cesty však přišel o Drahenice a už o čtyři roky později musel prodat i dešenické panství složené ze čtrnácti vesnic.
Kupcem se stal Vilém Albrecht Krakovský z Kolovrat, který však na tvrzi nežil. Hrabě Prokop Krakovský z Kolovrat nechal zámek rozšířit, ale brzy poté roku 1757 statek prodal majitelům bystřického panství. Od té doby byl zámek využíván jen k hospodářským účelům a ve druhé polovině devatenáctého století v něm byl zřízen pivovar.
Pivo se v Dešenicích vařilo až do roku 1946. Ve druhé polovině dvacátého století tvrz sloužila jako sklady Plzeňských pivovarů a později ji využíval státní statek. Neudržované budovy však chátraly, a na počátku 21. století hrozily zřízením. V roce 2012 dokončil městys Dešenice první fázi oprav, která stála 32 miliónů korun. Opraveno bylo severní a jižní křídlo, jejichž prostory začaly využívat místní spolky. Městys plánoval rekonstrukci dalších částí tvrze s předpokládanou cenou sto miliónů korun.
Rekonstrukce tvrze skončila v roce 2015, kdy bylo otevřeno Muzeum šumavského pivovarnictví s expozicí několika set kusů pivního skla z řady evropských zemí a replikou šenku z počátku dvacátého století.

## Stavební podoba
Samotnou tvrz tvoří čtyři půdorysně složitá křídla budov s věží postavené kolem malého nádvoří. K jižnímu křídlu je připojena sýpka a k ní další hospodářská budova. Druhé hospodářské stavení stojí v jihovýchodní části areálu. S výjimkou východní strany se dochovala ohradní zeď. Hlavní brána se nachází na západní straně a vede k průjezdu ve věži. Vstupní dvoupatrová věž uvnitř obsahuje dochovanou místnost s gotickou klenbou. Sýpka měla až do roku 1963 fasádu zdobenou psaníčkovými a figurálními sgrafity.